# مستغانم

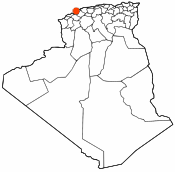
محل در نقشهٔ الجزائر.

مُستَغانِم یکی از شهرهای کشور الجزایر است. این شهر مرکز استان مستغانم است.
این شهر بندری ۱۳۰٬۰۰۰ نفر جمعیت دارد و بر کرانه خلیج ارزیو در ساحل مدیترانه واقع شده‌است.